# 郭新立
郭新立（1960年6月23日—），男，河北安国人，生于北京，中共党员，中华人民共和国教育人物，曾任山东大学党委书记。

## 生平
曾任“211工程”部际协调小组办公室主任，教育部财政部“985工程”办公室主任，上海交通大学党委常务副书记等职。2024年1月，卸任中共山东大学党委书记职务。